# Chicken
Chicken és una concentració de població designada pel cens dels Estats Units a l'estat d'Alaska. Segons el cens del 2006 tenia 17 habitants.

## Demografia
Segons el cens del 2000, Chicken tenia 17 habitants, 6 habitatges, i 4 famílies La densitat de població era de 0,1 habitants/km².
Dels 6 habitatges en un 50% hi vivien nens de menys de 18 anys, en un 66,7% hi vivien parelles casades, en un 16,7% dones solteres, i en un 16,7% no eren unitats familiars. En el 16,7% dels habitatges hi vivien persones soles el 16,7% de les quals corresponia a persones de 65 anys o més que vivien soles. El nombre mitjà de persones vivint en cada habitatge era de 2,83 i el nombre mitjà de persones que vivien en cada família era de 3.
Per edats la població es repartia de la següent manera: un 29,4% tenia menys de 18 anys, un 0% entre 18 i 24, un 35,3% entre 25 i 44, un 29,4% de 45 a 60 i un 5,9% 65 anys o més.
L'edat mediana era de 36 anys. Per cada 100 dones hi havia 88,9 homes. Per cada 100 dones de 18 o més anys hi havia 50 homes.
Cap de les famílies estaven per davall del llindar de pobresa.

## Poblacions més properes
El següent diagrama mostra les poblacions més properes.